# Acontias orientalis
Espèce
Statut de conservation UICN

 LC  : Préoccupation mineure
Synonymes
- Acontias meleagris orientalis Hewitt, 1938
- Acontias percivali tasmani Hewitt, 1938

Acontias orientalis est une espèce de sauriens de la famille des Scincidae.

## Répartition
Cette espèce est endémique de la province de Cap-Oriental en Afrique du Sud.

## Description
C'est un saurien vivipare.

## Publication originale
- Hewitt, 1938 : Description of new forms of the genus Acontias. Transactions of The Royal Society of South Africa, vol. 26, p. 39-48.